# Bitter Sweet Symphony
Pour les articles homonymes, voir Bittersweet.
 (décembre 2022).
Si vous disposez d'ouvrages ou d'articles de référence ou si vous connaissez des sites web de qualité traitant du thème abordé ici, merci de compléter l'article en donnant les références utiles à sa vérifiabilité et en les liant à la section « Notes et références ».
Singles de The Verve
History
(1995) The Drugs Don't Work
(1997)
Pistes de Urban Hymns
Sonnet
Bitter Sweet Symphony est une chanson du groupe de britpop The Verve, tirée de leur troisième album, Urban Hymns. Elle est sortie le 16 juin 1997 comme premier single de cet album, a atteint la 2e position sur le UK Singles Chart et y est restée pendant trois mois. Cette chanson a permis au groupe de se mettre au-devant de la scène internationale, la chanson étant entrée dans le top 20 d'une vingtaine de pays. Elle a de plus largement contribué au succès de l'album dont elle est issue, album no 1 dans plusieurs pays et détenteurs de 25 disques de platine à travers le monde entier.
La chanson est classée 10e meilleure chanson britannique de tous les temps par XFM en 2010, mais elle a longtemps fait l'objet d'une polémique et de procès en plagiat, dans la mesure où elle reprend la mélodie de la chanson The Last Time des Rolling Stones, dans sa version arrangée et interprétée en 1966 par l'orchestre de leur manager, le Andrew Loog Oldham Orchestra. Mick Jagger et Keith Richards sont ainsi crédités comme co-auteurs avec  Richard Ashcroft, puis ils décident en 2019 d'abandonner leurs droits sur la chanson de The Verve.

## Succès critique
Le magazine américain Rolling Stone a classé Bitter Sweet Symphony comme 392e meilleure chanson de tous les temps. En mai 2007, NME a placé Bitter Sweet Symphony en 18e position dans le 50 Greatest Indie Anthem Ever (50 plus grands hymnes indie de tous les temps). En septembre 2007, Q magazine publiait une liste des 10 meilleures chansons du siècle dernier, dans laquelle figurait celle-ci.

## Polémique sur le plagiat
Bien que la chanson ait été écrite par le chanteur du groupe Richard Ashcroft, la chanson est également créditée aux musiciens Keith Richards et Mick Jagger après un long procès surmédiatisé accusant The Verve d'avoir copié le thème d'une reprise par le Andrew Loog Oldham Orchestra d'une chanson de 1965 des Rolling Stones, The Last Time.
À l'origine, The Verve avait négocié une licence pour utiliser un échantillon de l'enregistrement d'Oldham, mais on a accusé le groupe d'avoir abusé de cet échantillon. Ainsi ABKCO Records, possesseur du catalogue des Rolling Stones contenant la chanson d'origine, a lancé une poursuite, motivé de plus par le succès commercial du single. L'affaire a finalement été réglée, la totalité des droits d'auteur de la chanson revenant à ABKCO et les crédits d'écriture à Richard Ashcroft, Mick Jagger et Keith Richards.
« On nous a dit que ça allait être une répartition 50/50, puis ils ont vu le succès que l'on tirait de cette chanson », a dit Simon Jones, le bassiste du groupe. « Ils ont téléphoné et ont dit "nous voulons 100% ou nous la faisons retirer des magasins, vous n'avez pas vraiment le choix". »
La chanson a été utilisée plus tard plusieurs fois, contre la volonté du groupe, pour des publicités. Celui-ci était impuissant, les droits étant en possession de ABKCO Records. Ainsi Nike l'a utilisée, ainsi que Opel.
En 2019, lors de la cérémonie de remise des Ivor Novello Awards, Richard Ashcroft annonce qu’après négociation avec les différents ayants droit, les crédits de la chanson lui sont désormais attribués.

## Clip vidéo
La vidéo de Bitter Sweet Symphony réalisée par le réalisateur londonien Walter Stern met en vedette comme à son habitude le chanteur Richard Ashcroft. Celui-ci marche dans une rue de Londres, Hoxton street, et, ignorant les passants et les obstacles, marche en chantant droit devant lui. Il bouscule ainsi plusieurs passants, les faisant parfois même tomber, ces derniers l'insultant sans que Ashcroft se retourne une seule fois. Il va même jusqu'à sauter sur une voiture qui lui barre la route pour éviter de la contourner, ce qui provoque la colère de la conductrice (Kate Radley), qui le suit en lui criant dessus. Ashcroft ignore sa présence et poursuit son chemin. Vers la fin de la chanson le reste du groupe le rejoint, et on les voit marcher tous ensemble dans une rue, faisant ainsi la jonction avec la vidéo du single suivant, The Drugs Don't Work, dans laquelle on voit la suite de la vidéo montrant le groupe marchant dans cette rue.
La vidéo dure 4 minutes et 38 secondes, ce qui correspond à la version radio de la chanson, la version originale de l'album durant 5 minutes et 58 secondes.
Le clip s'inspire de celui d’Unfinished Sympathy réalisé pour le groupe britannique Massive Attack, réalisé en 1991, la question de savoir si The Verve rend hommage à la vidéo de Massive Attack ou s'en moque gentiment reste débattue.

## Live 8
Le 2 juillet 2005, le groupe anglais Coldplay invite Ashcroft à chanter cette chanson au concert Live 8, au profit de l'aide humanitaire en Afrique, qui se déroule à Hyde Park (Londres). Ils la jouent après une seule répétition au Crystal Palace. Chris Martin, leader de Coldplay, présente Ashcroft comme « le meilleur chanteur du monde » et Bitter Sweet Symphony comme « probablement la plus grande chanson jamais écrite ». Le 25 décembre 2005, un documentaire intitulé Live 8: A Bitter Sweet Symphony est diffusé pour revivre les moments de la journée avec une partie de la performance d'Ashcroft et de Coldplay.

## Utilisations
La chanson est utilisée à de nombreuses occasions, notamment dans de nombreux films et séries télévisées ou à l'occasion d'évènements sportifs.

### Reprises
- Le groupe mexicain Mexican Institute of Sound sur son album Soy Sauce en a fait une reprise en espagnol nommée Sinfonia Agridulce.
- La chanson est reprise et remixée par Jason Derulo sous le titre de Riding Solo.
- La chanson est aussi reprise par le groupe Limp Bizkit mélangée a la chanson Home Sweet Home du groupe de glam-rock Mötley Crüe sous le titre Home Sweet Home/Bittersweet Symphony.
- Le riff de la chanson est littéralement repris par Sugar Daddy sur le titre Sweet Soca Music, en y apportant leur touche soca.
- La chanson est utilisée de manière légèrement modifiée par la WWE comme thème d'entrée de Caylen Croft et Trent Barreta lors de leurs premières semaines à la ECW. Elle est appelée Semi Sweet Symphony.
- La chanson est reprise en 2018 par les actrices Ashleigh Murray et Camila Mendes dans un épisode de la deuxième saison de la série télévisée Riverdale.

### Réutilisations de la chanson originale (non modifiée)
- La chanson est utilisée en générique de fin du film Sexe Intentions de 1999.
- La chanson est utilisée  par ITV comme la musique de fond à la séquence d'ouverture pour les matchs internationaux de football de l'équipe d'Angleterre, par exemple pour les qualifications à la Coupe du monde de football 2010. La musique peut être entendue comme la caméra se déplace à travers une vidéo numérique de l'histoire du football d'Angleterre et, finalement, finit sur le nouveau stade de Wembley.
- L'équipe de football américain des Seahawks de Seattle utilise la chanson pour son entrée de terrain au Super Bowl XL et continue depuis à l'utiliser pour leurs matchs à domicile.
- La franchise de NBA des Nuggets de Denver utilisent de la même façon la chanson pour leur entrées de terrain.
- L’échantillon de The Last Time utilisé dans Bitter Sweet Symphony est utilisable dans le jeu DJ Hero (2009).
- La chanson apparaît dans un épisode de la série télévisée américaine Les Simpson qui s'intitule Les Années 90 (saison 19, épisode 11).
- La chanson est reprise dans la série Smash, saison 2 épisode 10 The Surprise Party, par le personnage Ivy Lynn (Megan Hilty)
- La chanson est utilisée comme musique du générique de début dans l'émission Top France sur la chaîne D17.
- La chanson est utilisée en générique de fin du film Ma vie avec John F. Donovan de Xavier Dolan en 2018.

## Liste des titres
- Double CD  HUTDG82/HUTDX82

CD1
1. Bitter Sweet Symphony (version album) - 5:58
2. Lord I Guess I'll Never Know - 4:52
3. Country Song - 7:50
4. Bitter Sweet Symphony (édition radio) - 4:35

CD2
1. Bitter Sweet Symphony (version étendue) - 7:52
2. So Sister - 4:11
3. Echo Bass - 6:39

- CD  (Paru le 10 mars 1998 sous Virgin Records)

1. Bitter Sweet Symphony (version album) - 5:58
2. Lord I Guess I'll Never Know - 4:52
3. So Sister - 4:11
4. Echo Bass - 6:39

- CD International et Vinyle 12"

1. Bitter Sweet Symphony (version album) - 5:58
2. So Sister - 4:11
3. Lord I Guess I'll Never Know - 4:52
4. Country Song - 7:50

## Classements par pays
| Classement (1997-1998)                   | Meilleure position |
| ---------------------------------------- | ------------------ |
| Allemagne (Media Control AG)             | 37                 |
| Australie (ARIA Charts)                  | 11                 |
| Autriche (Austrian Singles Chart)        | 15                 |
| Belgique (Ultratop 50 Flanders)          | 21                 |
| Belgique (Ultratop 50 Wallonia)          | 18                 |
| Canada (RPM)                             | 5                  |
| Canada (RPM 30 Alternative)              | 1                  |
| États-Unis (Billboard Hot 100)           | 12                 |
| États-Unis (Billboard Top 40 Mainstream) | 23                 |
| États-Unis (Billboard Alternative Songs) | 4                  |
| États-Unis (Billboard Adult Pop Songs)   | 8                  |
| Finlande (YLE Top40 Singles)             | 6                  |
| France (Top 50 Singles)                  | 16                 |
| Irlande (IRMA)                           | 3                  |
| Italie (FIMI)                            | 2                  |
| Nouvelle-Zélande (Recorded Music NZ)     | 15                 |
| Pays-Bas (Nederlandse Top 40)            | 14                 |
| Royaume-Uni (UK Singles Chart)           | 2                  |
| Suède (Hitlistan Singles Chart)          | 10                 |
| Suisse (Swisscharts Singles)             | 15                 |

| Classement (1998)              | Meilleure position |
| ------------------------------ | ------------------ |
| Canada (RPM 30 Alternative)    | 27                 |
| États-Unis (Billboard Hot 100) | 79                 |